# Letnie Mistrzostwa Świata Juniorów w Narciarstwie Alpejskim 2024
34. Letnie Mistrzostwa Świata Juniorów w Narciarstwie Alpejskim 2024 odbyły się w dniach 24–27 lipca 2024 r. w czeskiej miejscowości Orlické Záhoří. Były to ósme w historii mistrzostwa rozgrywane w Czechach (poprzednio w 2002, 2005, 2006, 2009, 2015, 2019 i 2021).

## Wyniki juniorek

### Supergigant
- Data: 24 lipca 2024

| Pozycja | Zawodniczka             | Reprezentacja | Czas  | Strata |
| ------- | ----------------------- | ------------- | ----- | ------ |
| złoto   | Nicole Mastalli         | Włochy        | 36,11 | —      |
| srebro  | Eliška Rejchrtová       | Czechy        | 36,15 | +0,04  |
| srebro  | Aneta Koryntová         | Czechy        | 36,15 | +0,04  |
| 4.      | Lenka Knorová           | Czechy        | 36,57 | +0,46  |
| 5.      | Anna Ježová             | Czechy        | 36,60 | +0,49  |
| 6.      | Tina Hetfleisch         | Austria       | 36,63 | +0,52  |
| 7.      | Sára Stloukalová        | Czechy        | 37,33 | +1,22  |
| 8.      | Lara Teynor             | Austria       | 37,37 | +1,26  |
| 9.      | Lisa Anastasia Lucchese | Włochy        | 37,52 | +1,41  |
| 10.     | Tatiana Suchá           | Słowacja      | 37,68 | +1,57  |

### Superkombinacja
- Data: 25 lipca 2024

| Pozycja | Zawodniczka         | Reprezentacja | 1. przejazd (SG) | 2. przejazd (SL) | Czas łączny | Strata |
| ------- | ------------------- | ------------- | ---------------- | ---------------- | ----------- | ------ |
| złoto   | Eliška Rejchrtová   | Czechy        | 38,30            | 30,56            | 1:08,86     | —      |
| srebro  | Aneta Koryntová     | Czechy        | 38,22            | 31,43            | 1:09,65     | +0,79  |
| brąz    | Lenka Knorová       | Czechy        | 38,90            | 31,55            | 1:10,45     | +1,59  |
| 4.      | Lara Teynor         | Austria       | 39,17            | 31,36            | 1:10,53     | +1,67  |
| 5.      | Emma Eberhardt      | Austria       | 38,81            | 31,84            | 1:10,65     | +1,79  |
| 6.      | Tina Hetfleisch     | Austria       | 39,15            | 31,74            | 1:10,89     | +2,03  |
| 7.      | Anna Ježová         | Czechy        | 39,64            | 31,85            | 1:11,49     | +2,63  |
| 8.      | Nicole Mastalli     | Włochy        | 39,19            | 32,95            | 1:12,14     | +3,28  |
| 9.      | Tatiana Suchá       | Słowacja      | 40,02            | 32,40            | 1:12,42     | +3,56  |
| 9.      | Johanna Wiesehütter | Niemcy        | 41,16            | 31,26            | 1:12,42     | +3,56  |

### Slalom
- Data: 26 lipca 2024

| Pozycja | Zawodniczka             | Reprezentacja | 1. przejazd | 2. przejazd | Czas łączny | Strata |
| ------- | ----------------------- | ------------- | ----------- | ----------- | ----------- | ------ |
| złoto   | Eliška Rejchrtová       | Czechy        | 30,32       | 29,92       | 1:00,24     | —      |
| srebro  | Aneta Koryntová         | Czechy        | 29,89       | 30,49       | 1:00,38     | +0,14  |
| brąz    | Lara Teynor             | Austria       | 30,35       | 30,53       | 1:00,88     | +0,64  |
| 4.      | Tina Hetfleisch         | Austria       | 30,69       | 31,14       | 1:01,83     | +1,59  |
| 5.      | Sára Stloukalová        | Czechy        | 31,27       | 31,51       | 1:02,78     | +2,54  |
| 6.      | Anna Ježová             | Czechy        | 31,56       | 31,27       | 1:02,83     | +2,59  |
| 7.      | Noemi Oettl             | Włochy        | 31,90       | 31,75       | 1:03,65     | +3,41  |
| 8.      | Lisa Anastasia Lucchese | Włochy        | 31,59       | 32,17       | 1:03,76     | +3,52  |
| 9.      | Federica Libardi        | Włochy        | 33,10       | 33,26       | 1:06,36     | +6,12  |
| DSQ     | Emma Eberhardt          | Austria       | 30,17       | DSQ         | —           | —      |

### Gigant
- Data: 27 lipca 2024

| Pozycja | Zawodniczka         | Reprezentacja | 1. przejazd | 2. przejazd | Czas łączny | Strata |
| ------- | ------------------- | ------------- | ----------- | ----------- | ----------- | ------ |
| złoto   | Emma Eberhardt      | Austria       | 33,22       | 33,56       | 1:06,78     | —      |
| srebro  | Lara Teynor         | Austria       | 33,42       | 33,38       | 1:06,80     | +0,02  |
| brąz    | Eliška Rejchrtová   | Czechy        | 33,52       | 33,64       | 1:07,16     | +0,38  |
| 4.      | Tina Hetfleisch     | Austria       | 33,27       | 34,00       | 1:07,27     | +0,49  |
| 5.      | Aneta Koryntová     | Czechy        | 33,39       | 34,00       | 1:07,39     | +0,61  |
| 6.      | Lenka Knorová       | Czechy        | 34,30       | 34,33       | 1:08,63     | +1,85  |
| 7.      | Johanna Wiesehütter | Niemcy        | 33,98       | 34,72       | 1:08,70     | +1,92  |
| 8.      | Sára Pánková        | Czechy        | 34,43       | 34,91       | 1:09,34     | +2,56  |
| 9.      | Sára Stloukalová    | Czechy        | 34,59       | 35,46       | 1:10,05     | +3,27  |
| 10.     | Noemi Oettl         | Włochy        | 34,66       | 35,40       | 1:10,06     | +3,28  |

## Wyniki juniorów

### Supergigant
- Data: 24 lipca 2024

| Pozycja | Zawodnik                   | Reprezentacja | Czas  | Strata |
| ------- | -------------------------- | ------------- | ----- | ------ |
| złoto   | Andrea Iori                | Włochy        | 33,88 | —      |
| srebro  | Roberto Cerentin           | Włochy        | 34,13 | +0,25  |
| brąz    | Michael Bertagno           | Włochy        | 34,43 | +0,55  |
| 4.      | Jakub Adámek               | Czechy        | 34,60 | +0,72  |
| 5.      | Bryan Agostini             | Włochy        | 34,62 | +0,74  |
| 6.      | Václav Knor                | Czechy        | 34,71 | +0,83  |
| 7.      | Nicolò Pettini             | Włochy        | 34,74 | +0,86  |
| 8.      | Pavel Ivánek               | Czechy        | 34,81 | +0,93  |
| 9.      | Valentin Lemp-Pfannenstill | Austria       | 34,85 | +0,97  |
| 10.     | Daniel Bláha               | Czechy        | 34,91 | +1,03  |

### Superkombinacja
- Data: 25 lipca 2024

| Pozycja | Zawodnik         | Reprezentacja | 1. przejazd (SG) | 2. przejazd (SL) | Czas łączny | Strata |
| ------- | ---------------- | ------------- | ---------------- | ---------------- | ----------- | ------ |
| złoto   | Andrea Iori      | Włochy        | 35,75            | 28,11            | 1:03,86     | —      |
| srebro  | Aleš Knor        | Czechy        | 36,26            | 28,72            | 1:04,98     | +1,12  |
| brąz    | Václav Knor      | Czechy        | 36,62            | 29,03            | 1:05,65     | +1,79  |
| 4.      | Michael Bertagno | Włochy        | 37,01            | 29,34            | 1:06,35     | +2,49  |
| 5.      | Leopold Schön    | Austria       | 37,02            | 29,66            | 1:06,68     | +2,82  |
| 6.      | Jakub Adámek     | Czechy        | 37,05            | 29,68            | 1:06,73     | +2,87  |
| 7.      | Roberto Cerentin | Włochy        | 36,88            | 29,97            | 1:06,85     | +2,99  |
| 8.      | Pavel Ivánek     | Czechy        | 37,34            | 30,23            | 1:07,57     | +3,71  |
| 9.      | Alex Galler      | Włochy        | 37,94            | 29,69            | 1:07,63     | +3,77  |
| 10.     | Bryan Agostini   | Włochy        | 37,78            | 29,86            | 1:07,64     | +3,78  |

### Slalom
- Data: 26 lipca 2024

| Pozycja | Zawodnik                   | Reprezentacja | 1. przejazd | 2. przejazd | Czas łączny | Strata |
| ------- | -------------------------- | ------------- | ----------- | ----------- | ----------- | ------ |
| złoto   | Andrea Iori                | Włochy        | 27,52       | 27,94       | 55,46       | —      |
| srebro  | Aleš Knor                  | Czechy        | 28,19       | 28,59       | 56,78       | +1,32  |
| brąz    | Michael Bertagno           | Włochy        | 28,39       | 29,16       | 57,55       | +2,09  |
| 4.      | Alex Galler                | Włochy        | 28,90       | 29,43       | 58,33       | +2,87  |
| 5.      | Nathan Seganti             | Włochy        | 28,92       | 29,48       | 58,40       | +2,94  |
| 6.      | Roberto Cerentin           | Włochy        | 29,08       | 29,57       | 58,65       | +3,19  |
| 7.      | Leopold Schön              | Austria       | 29,18       | 29,68       | 58,86       | +3,40  |
| 8.      | Nicolò Pettini             | Włochy        | 29,33       | 29,65       | 58,98       | +3,52  |
| 9.      | Valentin Lemp-Pfannenstill | Austria       | 29,04       | 30,15       | 59,19       | +3,73  |
| 10.     | Daniel Bláha               | Czechy        | 29,48       | 29,79       | 59,27       | +3,81  |

### Gigant
- Data: 27 lipca 2024

| Pozycja | Zawodnik                   | Reprezentacja | 1. przejazd | 2. przejazd | Czas łączny | Strata |
| ------- | -------------------------- | ------------- | ----------- | ----------- | ----------- | ------ |
| złoto   | Andrea Iori                | Włochy        | 31,73       | 32,02       | 1:03,75     | —      |
| srebro  | Leopold Schön              | Austria       | 32,07       | 32,96       | 1:05,03     | +1,28  |
| brąz    | Aleš Knor                  | Czechy        | 32,37       | 32,67       | 1:05,04     | +1,29  |
| 4.      | Alex Galler                | Włochy        | 31,93       | 33,28       | 1:05,21     | +1,46  |
| 5.      | Jakub Adámek               | Czechy        | 32,44       | 32,83       | 1:05,27     | +1,52  |
| 6.      | Michael Bertagno           | Włochy        | 32,16       | 33,27       | 1:05,43     | +1,68  |
| 7.      | Nicolò Pettini             | Włochy        | 32,68       | 33,05       | 1:05,73     | +1,98  |
| 8.      | Pavel Ivánek               | Czechy        | 32,45       | 33,38       | 1:05,83     | +2,08  |
| 9.      | Daniel Bláha               | Czechy        | 33,14       | 33,62       | 1:06,76     | +3,01  |
| 10.     | Valentin Lemp-Pfannenstill | Austria       | 33,04       | 33,74       | 1:06,78     | +3,03  |

## Klasyfikacja medalowa
| Lp. | Państwo | Złoto | Srebro | Brąz | Razem |
| 1.  | Włochy  | 5     | 1      | 2    | 8     |
| 2.  | Czechy  | 2     | 6      | 4    | 12    |
| 3.  | Austria | 1     | 2      | 1    | 4     |